# Похититель джоулей

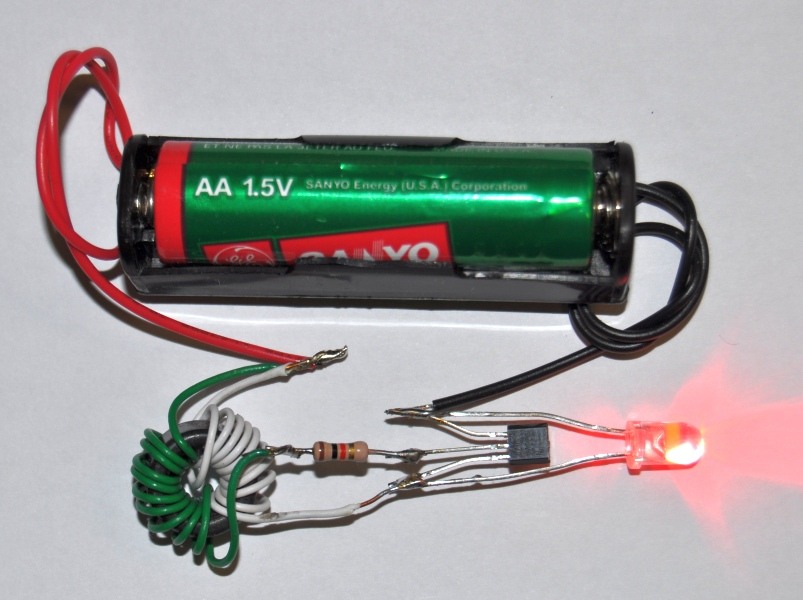
Типичный похититель джоулей, питающий красный светодиод от пальчиковой батарейки

Похититель джоулей — сленговое название для схем минималистичных повышающих преобразователей с самовозбуждением. Такие устройства отличаются простотой конструкции, минимальным набором компонентов и отсутствием регуляции напряжения. Чаще всего они используются для питания небольших нагрузок, например питания светодиода от одной пальчиковой батарейки, так как напряжения в 1,5 вольта недостаточно для практически всех светодиодов.
Своё название  похититель джоулей получил за то, что может работать при напряжениях менее 1 вольта, таким образом позволяя “похищать” энергию даже у полностью разряженной батарейки. Английское название — “joule thief” является каламбуром на словосочетание “jewel thief”, поэтому был (в частности, на Хабре) предложен вариант перевода «токовыжималка».

## Принцип работы

Типичная схема похитителя джоулей. Катушка состоит из двух обмоток проводом 0.15 мм по 20 витков каждая. Резистор ~1 кОм 1/4 Вт. В качестве ключа может использоваться любой транзистор с напряжением коллектор-эмиттер не менее 30 В и мощностью не менее 0,625 Вт.

Похититель джоулей с выпрямительным диодом, конденсатором и стабилитроном для поддержания постоянного напряжения на выходе

Данная схема по сути является блокинг-генератором, формирующим кратковременные импульсы (коэффициент заполнения ≈30%). Когда устройство включается — ток проходит через первичную обмотку, соединённую с базой транзистора, открывая его. Это приводит к появлению тока во вторичной обмотке и накоплению энергии в ней. Одновременно с этим напряжение появляется и в первичной обмотке, а поскольку обмотки подключены в противоположных направления, это приводит к ещё более сильному открытию транзистора, который в конечном итоге входит в режим насыщения. Ток через вторичную обмотку перестаёт нарастать, что приводит к уменьшению электромагнитного поля в первичной обмотке, и закрытию транзистора, а затем цикл повторяется.

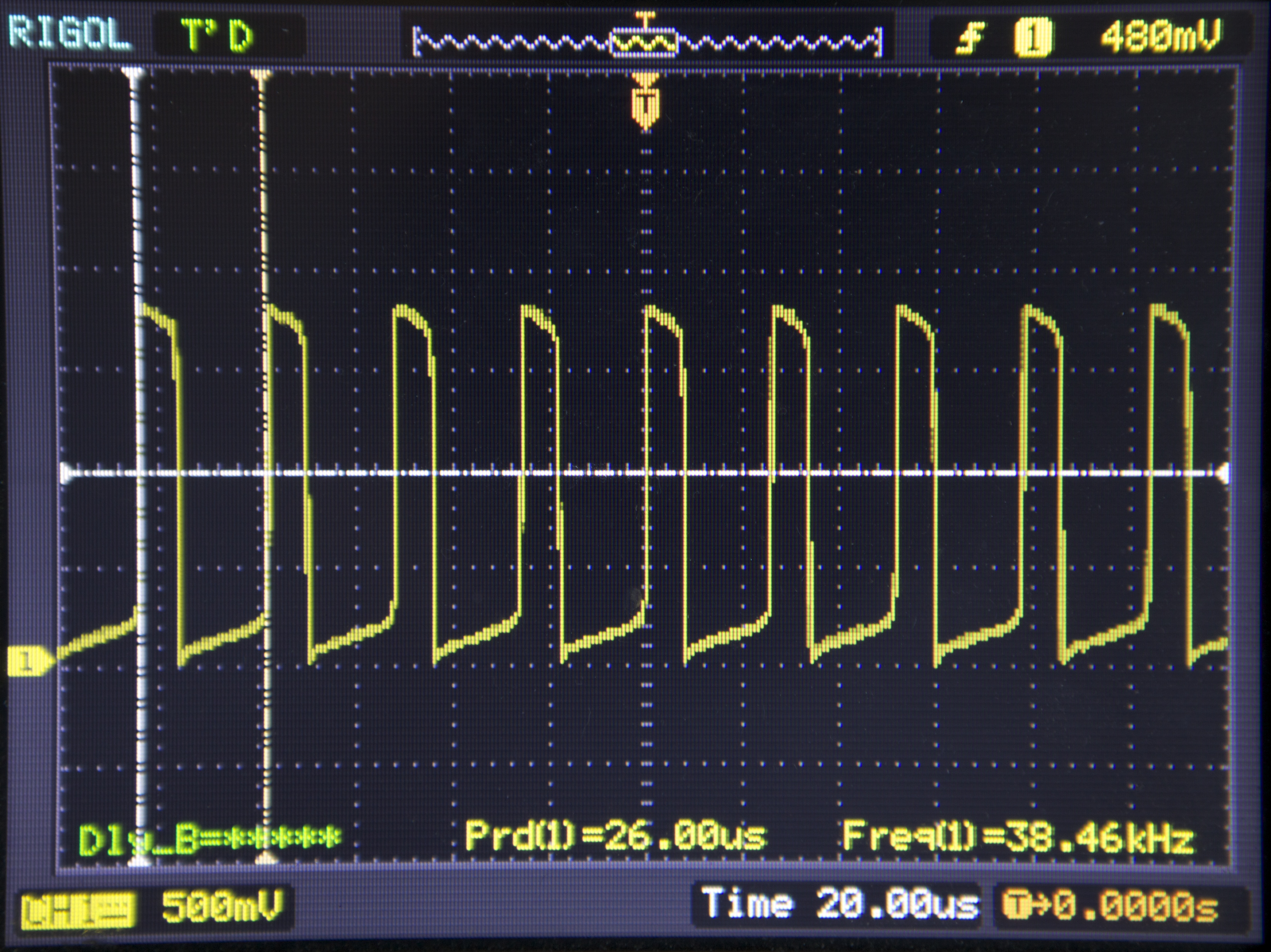
Типичный график напряжения на выходе преобразователя, показывающий коэффициент заполнения 30% при частоте 38 кГц

Поскольку вторичная обмотка “пытается” сохранить ток в цепи без изменений, при открытии транзистора она накапливает энергию, а при закрытии транзистора отдаёт. В результате этого при закрытии транзистора в катушке возникает ЭДС, которая складывается с напряжением батарейки, и таким образом позволяя получить повышенное напряжение, достаточное для работы светодиода.
Простейший похититель джоулей состоит из катушки с двумя обмотками, резистора, транзистора и нагрузки (светодиода). Для повышения стабильности на выход схемы могут быть добавлены выпрямительный диод,  конденсатор и стабилитрон, а на сердечник может быть намотана третичная обмотка для создания гальванической развязки или получения ещё больших напряжений.
Парадоксальная схема генератора, где вместо резистора фигурирует сама нагрузка, причём верхний (по схеме) вывод сопротивления этой нагрузки не подключен к верхнему (по схеме) проводнику питания, в радиолюбительской среде известен под названием «качер Бровина» (от «раскачивать реактивности»). Нагрузкой там, как правило, выступает ионизированный газ (воздушный стримерный разряд или CCFL-лампа), то есть вывод буквально «висит в воздухе», а для того, чтобы создать достаточный ток базы, используется резисторный делитель (задающий некий стартовый постоянный ток) и очень большая повышающая обмотка, достаточная для того, чтобы «раскачать» огромным напряжением ничтожную ёмкость этого одиночного проводника, которым по сути является электрод газового разрядника.

## Применение
Достоинствами данной схемы является простота изготовления, дешевизна, и возможность без особых усилий получения напряжения, в несколько раз превышающего напряжение источника. Главным недостатком является отсутствие стабилизации напряжения. Чаще всего похититель джоулей используется в дешёвых маломощных фонариках, работающих от одной пальчиковой батарейки. Схемы с дополнительной обмоткой иногда используют в аккумуляторных фонарях на люминесцентных лампах для получения высокого напряжения без стартера.
Похититель джоулей является довольно популярной схемой у начинающих радиолюбителей, поскольку не требует строгих расчётов и специфичных деталей, и позволяет легко увидеть результат работы (светящийся светодиод).